# Jovellana
Jovellana este un gen de plante din familia  Scrophulariaceae.

## Specii
Cuprinde  circa 5 specii:
- Jovellana violacea
- Jovellana punctata
- Jovellana repens
- Jovellana scapiflora
- Jovellana sinclairii